# Савинское (озеро, Тверская область)
Савинское — озеро в Западнодвинском районе Тверской области. Является составной частью каскада озёр Бенецкое, Нерето, Заднее. На берегу находятся населённые пункты Спиридово и Барузда. Площадь озера составляет около 3 км².
Озеро имеет узкую, вытянутую с севера на юг форму — около 5,7 км в длину, до 0,5 км в ширину. Берега незаболоченные, дно песчаное, местами илистое. Озеро объявлено природным заказником. 